# Serapias orientalis
Serapias orientalis är en orkidéart som först beskrevs av Werner Rodolfo Greuter, och fick sitt nu gällande namn av Helmut Baumann och Siegfried Künkele. Serapias orientalis ingår i släktet Serapias och familjen orkidéer.

## Underarter
Arten delas in i följande underarter:
- S. o. levantina
- S. o. orientalis
- S. o. siciliensis

## Bildgalleri

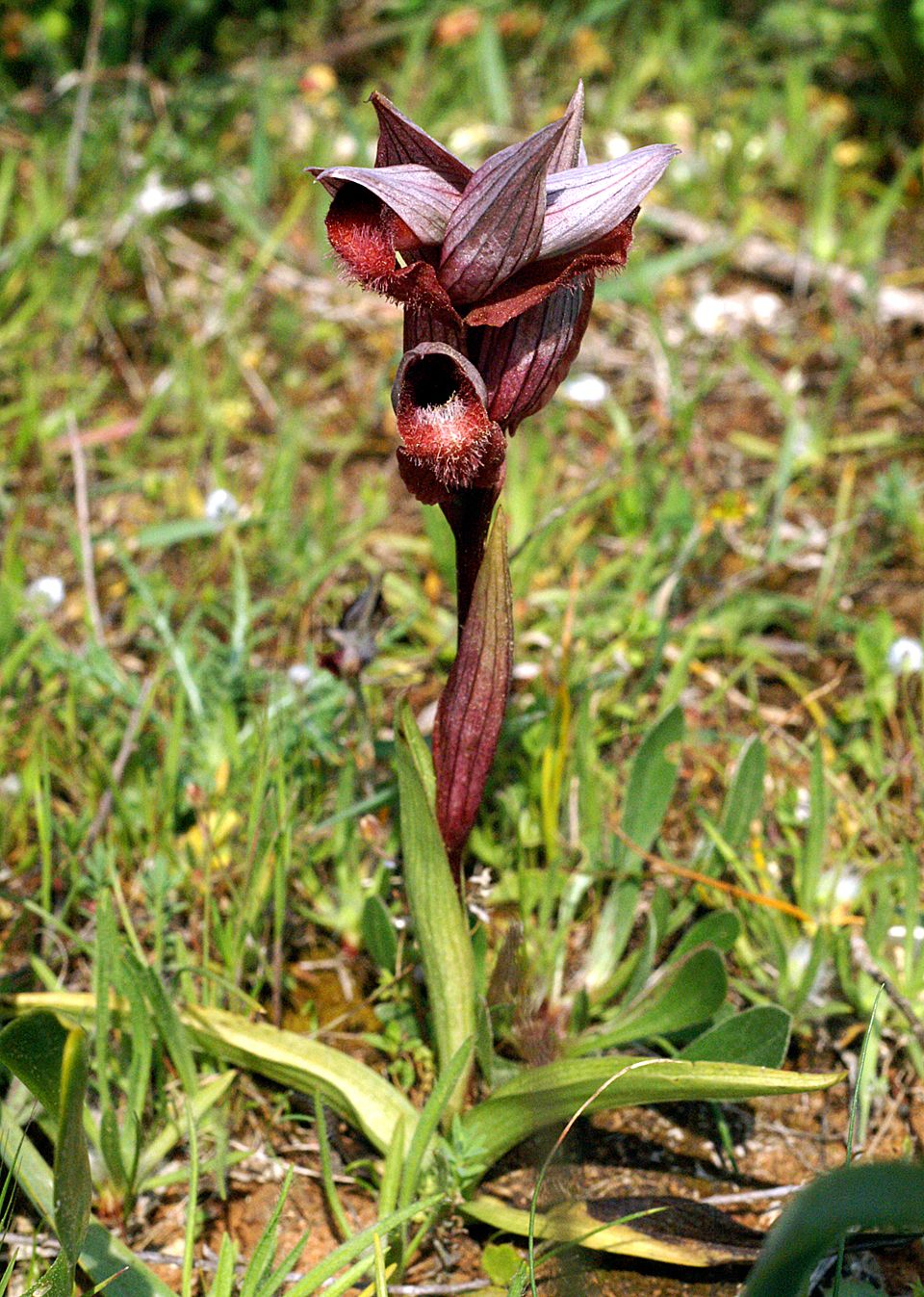
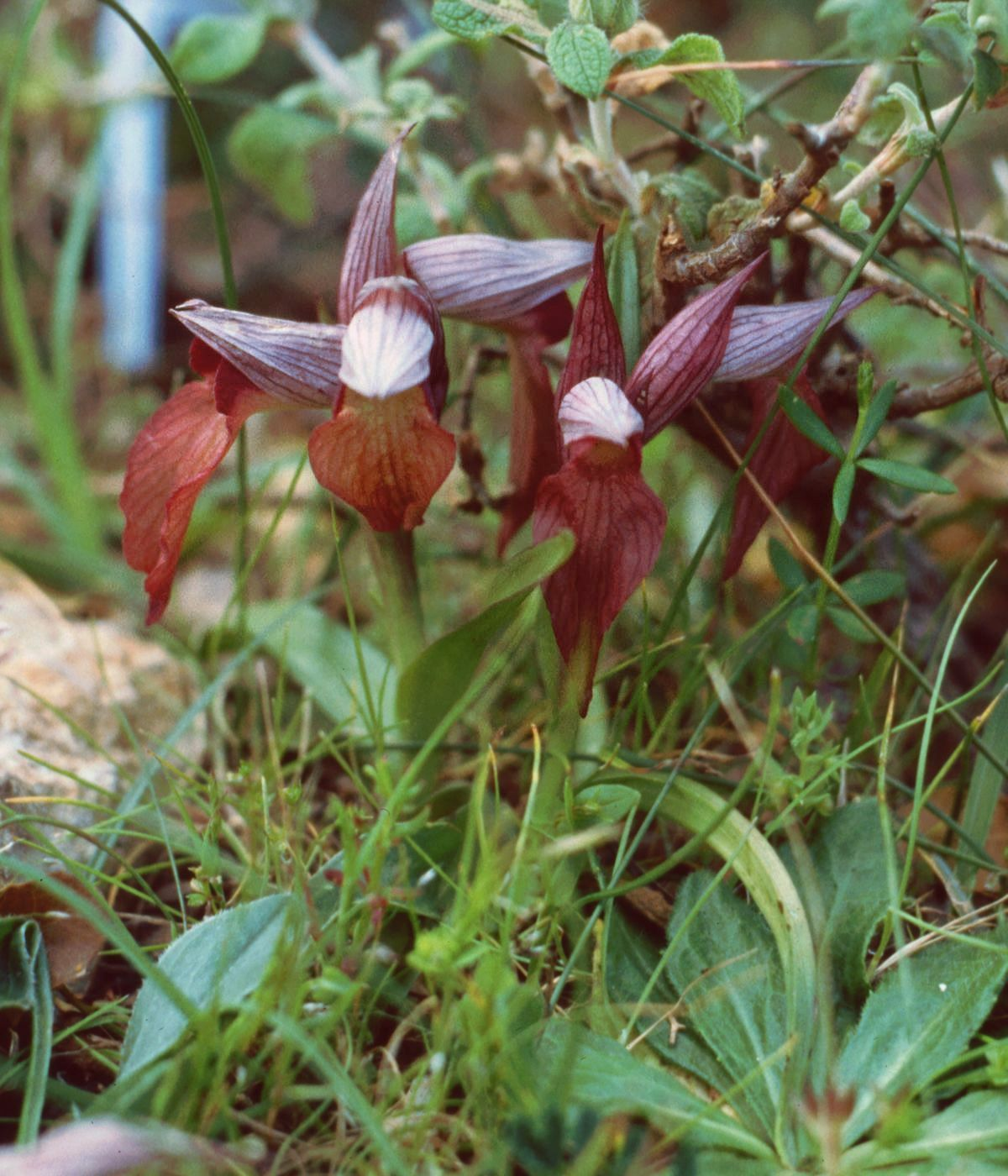
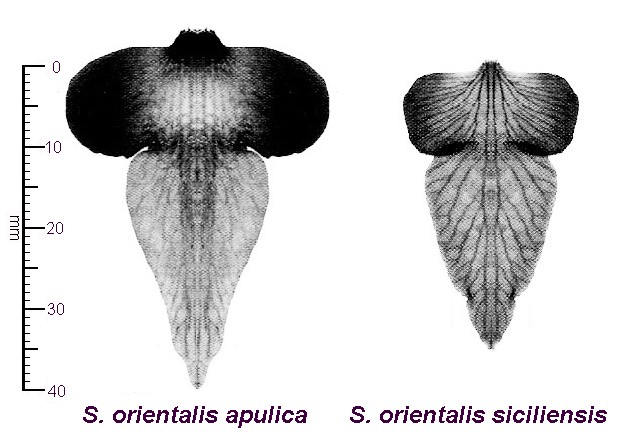
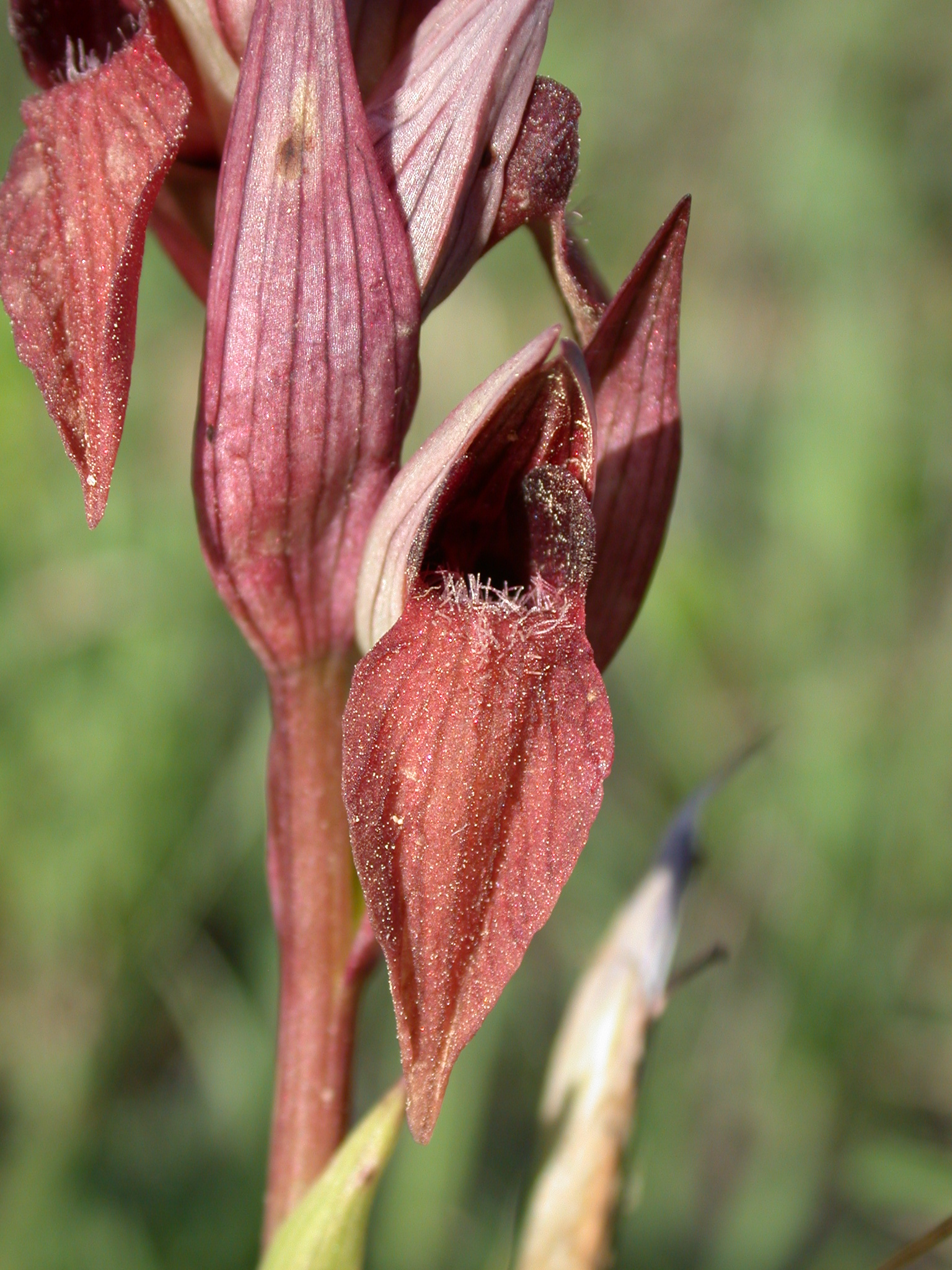
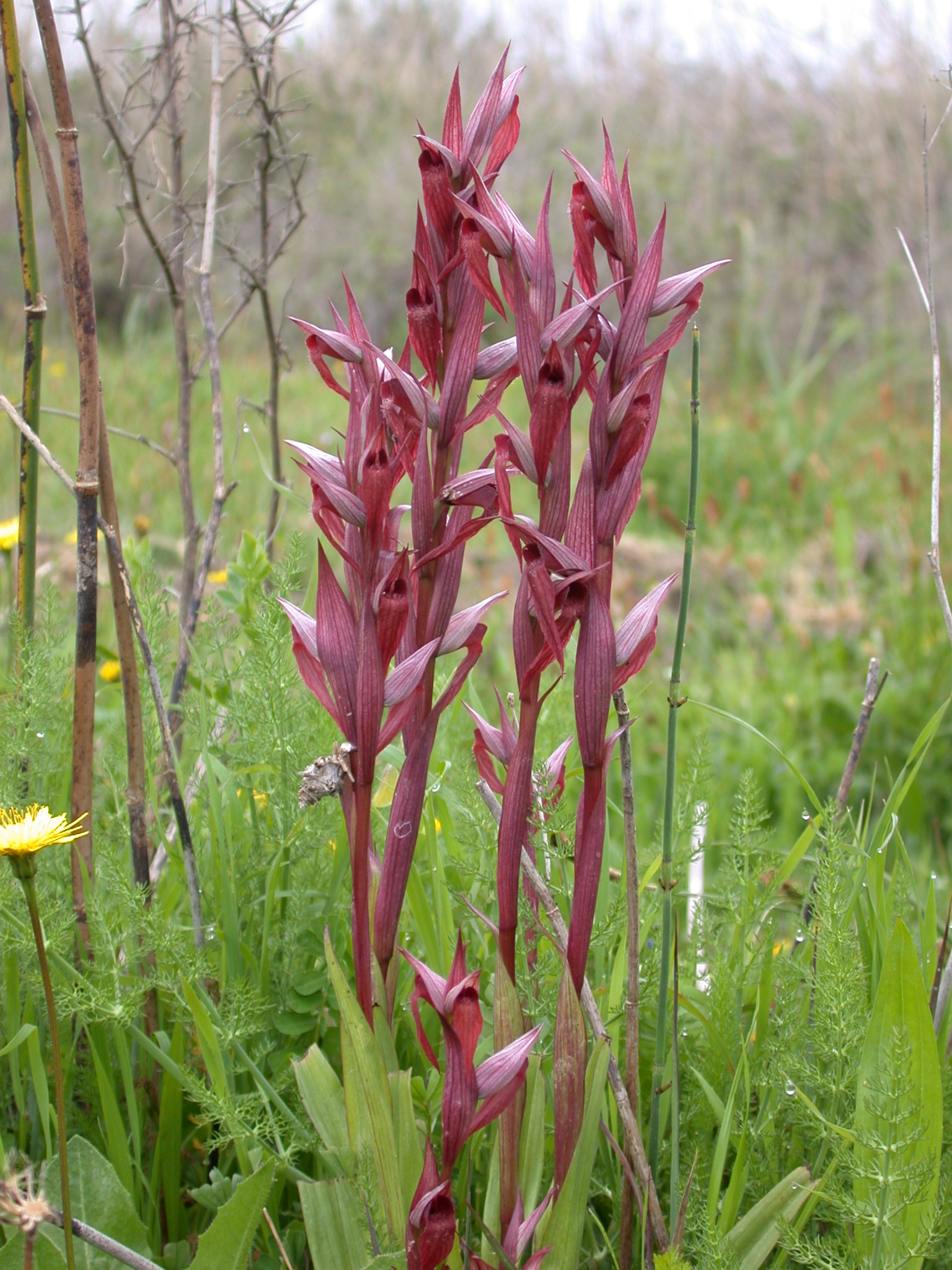
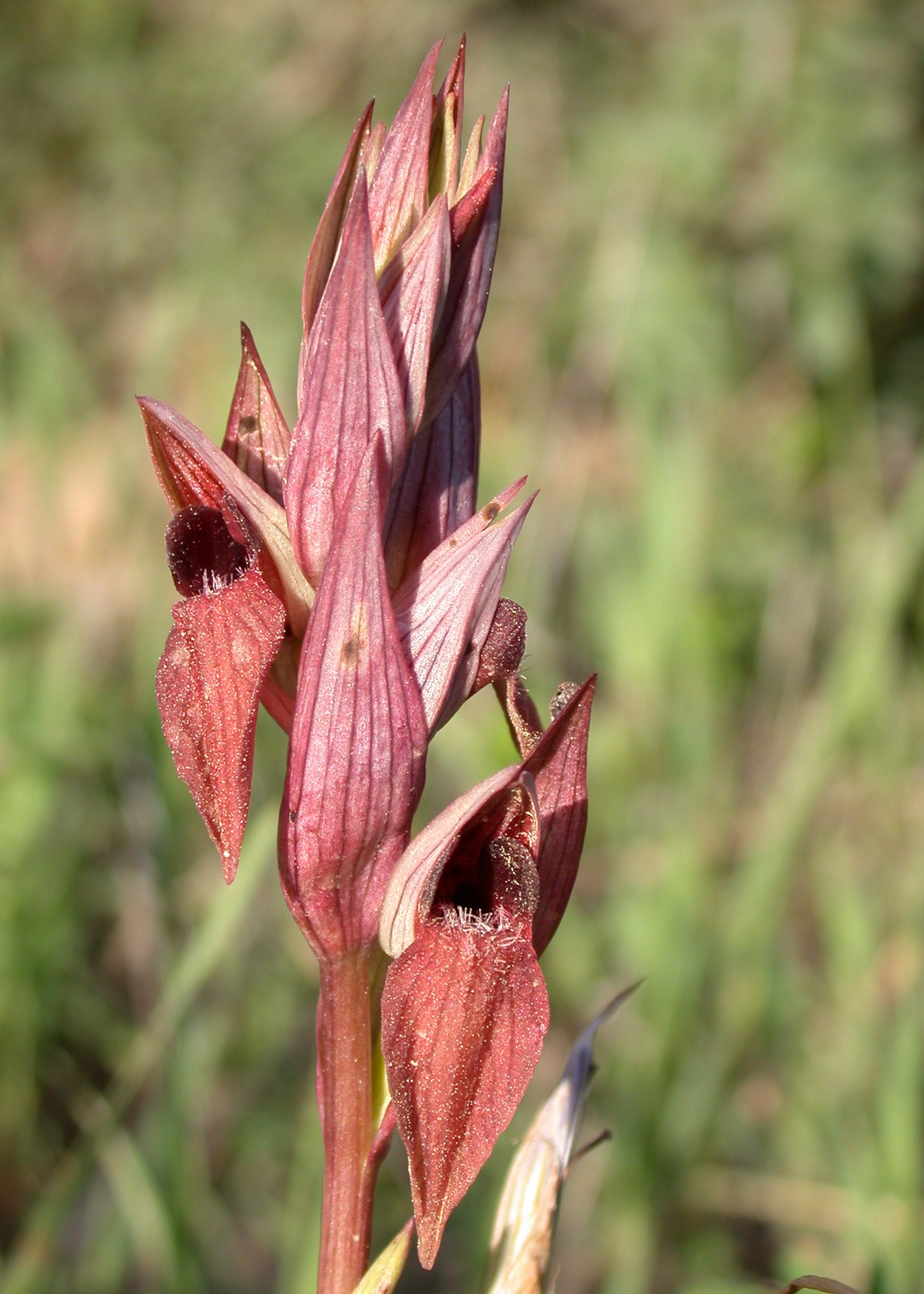